# Syllis corallicola
Syllis corallicola är en ringmaskart som beskrevs av Addison Emery Verrill 1900. Syllis corallicola ingår i släktet Syllis och familjen Syllidae. Inga underarter finns listade i Catalogue of Life.